# Emily Carter
Emily Ann Carter (Los Gatos, 28 de novembro de 1960) é uma química e matemática estadunidense.
Carter estudou na Universidade da Califórnia em Berkeley, onde obteve o bacharelado em 1982, com um doutorado em 1987 no Instituto de Tecnologia da Califórnia (Caltech), orientada por William Andrew Goddard III, com a tese Finesse in quantum chemistry: accurate energetics relevant for reaction mechanisms. A partir de 1988 foi professora assistente e depois professora na Universidade da Califórnia em Los Angeles. É desde 2004 professora da Universidade de Princeton.
Recebeu o Prêmio Irving Langmuir de 2017 e o Prêmio ACS de Química Teórica de 2018. Em 2014 recebeu o Prêmio Remsen, em 2007 o ACS Award for Computers in Chemical and Pharmaceutical Research, em 2015 o Prêmio Joseph O. Hirschfelder, em 2019 a Medalha John Scott. É membro da Academia Nacional de Engenharia dos Estados Unidos, da Academia Nacional de Ciências dos Estados Unidos (2008), da Associação Americana para o Avanço da Ciência e da Academia de Artes e Ciências dos Estados Unidos e membro da Academia Internacional de Ciências Moleculares Quânticas.
Em 1994 casou com Bruce Koel.